# برونسون كروذرز
برونسون كروذرز (بالإنجليزية: Bronson Crothers)‏ هو طبيب أعصاب أمريكي، ولد في 10 يوليو 1884 في إلميرا في الولايات المتحدة، وتوفي في 17 يوليو 1959 في Sorrento, Maine ‏ في الولايات المتحدة.

## وصلات خارجية
- برونسون كروذرز على موقع الموسوعة البريطانية (الإنجليزية)